# La persistenza della visione
La persistenza della visione (The Persistence of Vision) è un romanzo breve di fantascienza dello scrittore statunitense John Varley del 1978.
L'opera è stata vincitrice del Premio Hugo, del Premio Locus e del Premio Nebula per la sua categoria.

## Storia editoriale
Il romanzo è stato pubblicato per la prima volta nel maggio 1978 sulla rivista The Magazine of Fantasy and Science Fiction successivamente incluso, nello stesso anno, nell'antologia omonima.
Nel 1979 l'opera ha vinto il Premio Hugo per il miglior romanzo breve, il Premio Locus per il miglior romanzo breve e il Premio Nebula per il miglior romanzo breve. Nel 1980 ha vinto il Premio Apollo per il miglior romanzo di fantascienza pubblicato in Francia.
Il romanzo, in Italia, è stato pubblicato nel 1983 nell'antologia I mutanti dell'Editrice Nord.

## Trama
Un autostoppista, durante le varie peregrinazioni negli Stati Uniti colpiti dalla recessione, si imbatte in una comune i cui abitanti adulti sono tutti sordociechi. Durante la permanenza si innamora di una ragazza, la figlia dei fondatori, e ha modo di accorgersi che gli abitanti utilizzano metodi comunicativi alternativi che sono preclusi ai "normodotati". Incapace di convivere con tale impossibilità, lascia la comune per il mondo esterno, sempre più devastato dalla fame e dalla miseria. Alla vigilia di Capodanno del 2000, decide di tornare nella comune, dove scopre che gli adulti sono tutti scomparsi. I bambini rimasti si sono accecati e assordati per rimuovere gli ostacoli al nuovo metodo di comunicazione. L'uomo sceglie presto di unirsi al gruppo.

## Edizioni
- (EN) John Varley, The Persistence of Vision, in The Magazine of Fantasy and Science Fiction, n. 322, Mercury Press, Inc., marzo 1978.
- (EN) John Varley, The Persistence of Vision, in The Persistence of Vision, Quantum Science Fiction, n. 4, New York, The Dial Press/James Wade, luglio 1978, ISBN 978-0-8037-6866-6.
- John Varley, La persistenza della visione, in Sandro Pergameno (a cura di), I mutanti, traduzione di Roberta Rambelli, Grandi Opere Nord, n. 9, Milano, Editrice Nord, novembre 1983.